# HNF4A
HNF4A (англ. Hepatocyte nuclear factor 4 alpha) – білок, який кодується однойменним геном, розташованим у людей на короткому плечі 20-ї хромосоми. Довжина поліпептидного ланцюга білка становить 474 амінокислот, а молекулярна маса — 52 785.
| 10         |  | 20         |  | 30         |  | 40         |  | 50         |
| ---------- |  | ---------- |  | ---------- |  | ---------- |  | ---------- |
| MRLSKTLVDM |  | DMADYSAALD |  | PAYTTLEFEN |  | VQVLTMGNDT |  | SPSEGTNLNA |
| PNSLGVSALC |  | AICGDRATGK |  | HYGASSCDGC |  | KGFFRRSVRK |  | NHMYSCRFSR |
| QCVVDKDKRN |  | QCRYCRLKKC |  | FRAGMKKEAV |  | QNERDRISTR |  | RSSYEDSSLP |
| SINALLQAEV |  | LSRQITSPVS |  | GINGDIRAKK |  | IASIADVCES |  | MKEQLLVLVE |
| WAKYIPAFCE |  | LPLDDQVALL |  | RAHAGEHLLL |  | GATKRSMVFK |  | DVLLLGNDYI |
| VPRHCPELAE |  | MSRVSIRILD |  | ELVLPFQELQ |  | IDDNEYAYLK |  | AIIFFDPDAK |
| GLSDPGKIKR |  | LRSQVQVSLE |  | DYINDRQYDS |  | RGRFGELLLL |  | LPTLQSITWQ |
| MIEQIQFIKL |  | FGMAKIDNLL |  | QEMLLGGSPS |  | DAPHAHHPLH |  | PHLMQEHMGT |
| NVIVANTMPT |  | HLSNGQMCEW |  | PRPRGQAATP |  | ETPQPSPPGG |  | SGSEPYKLLP |
| GAVATIVKPL |  | SAIPQPTITK |  | QEVI       |  |            |  |            |

A: Аланін

C: Цистеїн

D: Аспарагінова кислота

E: Глутамінова кислота

F: Фенілаланін

G: Гліцин

H: Гістидин

I: Ізолейцин

K: Лізин

L: Лейцин

M: Метіонін

N: Аспарагін

P: Пролін

Q: Глутамін

R: Аргінін

S: Серин

T: Треонін

V: Валін

W: Триптофан

Кодований геном білок за функціями належить до рецепторів, фосфопротеїнів. 
Задіяний у таких біологічних процесах, як транскрипція, регуляція транскрипції, ацетилювання, альтернативний сплайсинг. 
Білок має сайт для зв'язування з іонами металів, іоном цинку, ДНК. 
Локалізований у ядрі.